# Suspension (modification corporelle)
Pour les articles homonymes, voir Suspension.
La suspension est une pratique de modification corporelle permettant via des crochets fixés par piercing de suspendre un corps. Ces piercings sont installés peu de temps avant de réaliser la suspension et sont retirés par la suite.

## Histoire
Historiquement, la suspension a été pratiquée par la tribu amérindienne des Mandans comme une partie du rite de passage pour devenir un guerrier, le O-Kee-Paa.

## Postures[2]

### Suicide
Dans la posture du suicide, les crochets sont placés au niveau des épaules, de telle manière que le suspendu est en position "debout". Le nom de la posture est dérivé de la ressemblance avec la posture d'un pendu

### Coma
Dans la posture du coma, les crochets sont placés sur le torse et les jambes, en deux lignes symétriques, de telle manière que le suspendu est en position "couché sur le dos". Le nom de la posture est dérivé de la ressemblance avec la posture d'une personne dans le coma

### Genoux
La suspension peut se faire en plaçant les crochets au niveau des genoux, ainsi, le suspendu se retrouve tête en bas, les genoux étant pliés, sont le point le plus en amont de la posture

### Crucifixion
Dans la posture du crucifixion, les crochets sont placés comme en position "suicide", avec l'ajout de crochet au niveau des bras, de telle manière que le suspendu est en position debout, les bras écartés. Le nom de la posture est dérivé de la ressemblance avec la posture d'un crucifié